# Pardosa consimilis
Pardosa consimilis là một loài nhện trong họ Lycosidae.
Loài này thuộc chi Pardosa. Pardosa consimilis được Josef Nosek miêu tả năm 1905.